# Heidentempel
Le Heidentempel est une maison forte du Moyen Âge située à Soultz-Haut-Rhin, en France.

## Historique
La tradition populaire, reprise par certains auteurs du XIXe siècle comme Charles Knoll, donne comme origine au bâtiment un temple romain, d’où le nom Heidentempel, « temple des païens ». Celui-ci n’a toutefois aucune caractéristique d’un temple gallo-romain et aucun document n’appuie cette théorie peu vraisemblable.
Les caractéristiques architecturales indiquent une construction au XIIIe siècle ou au XIVe siècle,. Les documents contemporains sont difficiles à interpréter, leur imprécision ne permettant pas vraiment de déterminer si le sujet est cette maison forte ou le château de Bucheneck. Soultz obtient le statut de ville, et donc le droit d’avoir une enceinte, en 1249. La maison forte, si elle existe déjà à cette époque, se trouve alors en dehors du périmètre fortifié, dont la limite occidentale suit l’axe de la rue d’Or et de la rue de Charrons. En supposant que la voie d’accès ait suivi le tracé de la rue Saint-Georges, elle se serait ainsi trouvé directement à la sortie de l’une des portes de la ville.
Au XIXe siècle, le bâtiment sert d’habitation et sa façade donnant sur la rue du temple est modernisée avec le percement de plusieurs nouvelles ouvertures.

## Description
Le bâtiment a la forme d’un carré d’environ 10 m de côté, avec des murs d’1,10 m d’épaisseur à la base, celle-ci diminuant progressivement dans les niveaux supérieurs. Il est construit en moellons de grès non ou grossièrement taillés ainsi qu’en galets noyés dans du mortier, le tout couvert de crépi. Les angles sont chaînés de bossages en grès. Le grès utilisé dans la construction provient de la carrière de Soultz. Les galets proviennent soit du lit de la Rimbach, à l’Ouest, soit du lieu-dit Steingasse, au Sud, où coulait anciennement le Wuenheimerbach.
À l’origine, le bâtiment est composé d’un niveau de cave semi-enterrée de 3,30 m de haut, surmonté d’un niveau d’habitation, dont le plancher repousse sur des poutres en bois taillées à la hache de 30 × 40 cm, disposées avec un espacement de 60 cm. L’aménagement intérieur et les ouvertures ont été fortement modifiés par le changement de destination du bâtiment. Le niveau de cave est à l’origine pratiquement aveugle, seul un jour de 80 cm de haut paraissant d’origine. Transformé en appartement, il comprend désormais une porte d’entrée et deux fenêtres du côté de la rue du Temple, ainsi qu’une autre fenêtre côté Ouest.
Le niveau d’habitation d’origine est accessible par une porte percée à 2,60 m du sol dans la façade Nord-Ouest, accessible par un escalier couvert en bois. Les autres ouvertures à cet étage sont modernes, mais une niche de 30 cm de profondeur et 1 m de haut dans le mur Nord-Est semble ancienne. Les poutres soutenant le plancher de l’étage supérieur reposent sur des corbeaux placées sur les murs Nord-Est et Sud-Ouest. Les ouvertures anciennes à cet étage sont un fénestron roman et une petite fenêtre d’époque Renaissance. Au-dessus se trouvent les combles, dont la charpente est assemblée avec des tenons de bois. La couverture est en tuile plate et bardeaux.